# Bigroom Blitz
"Bigroom Blitz" (anche stilizzato come "Big Room Blitz") è un singolo del gruppo musicale tedesco Scooter realizzato in collaborazione con il rapper americano Wiz Khalifa, pubblicato come primo singolo dal loro diciassettesimo album The Fifth Chapter. 
Il brano campiona la canzone della cantante turca Sezen Aksu "Hadi Bakalım" dall'album del 1991 Gülümse. Le parti vocali di Wiz Khalifa provengono dalla canzone del 2013 "Yoko" di Berner feat. Wiz Khalifa, Chris Brown e Big K.R.I.T. e sono state sostituite nella riedizione (solo "Scooter", non "feat. Wiz Khalifa") e nell'album con le parti vocali di Cosmo Hickox a causa di violazioni del copyright. 
Il brano è diventato la loro prima entrata in classifica in Francia in 12 anni, mostrando la performance più duratura lì dal rilascio di "Move Your Ass!" nel 1995.

## Tracce

### CD single (2 tracce)
1. Bigroom Blitz (feat. Wiz Khalifa) (Radio Mix) – 3:08
2. Bigroom Blitz (feat. Wiz Khalifa) (Scooter Remix) – 3:59

### Download
1. Bigroom Blitz (feat. Wiz Khalifa) (Radio Mix) – 3:07
2. Bigroom Blitz (feat. Wiz Khalifa) (Scooter Remix) – 4:00
3. Bigroom Blitz (feat. Wiz Khalifa) (Extended Mix) – 4:14
4. Bigroom Blitz (feat. Wiz Khalifa) (P.A.F.F. Remix) – 5:06

Download (riedizione)
1. Bigroom Blitz (Radio Mix) – 3:06
2. Bigroom Blitz (Scooter Remix) – 4:00
3. Bigroom Blitz (Extended Mix) – 4:14